# Monumento a Rizal en Calambá
El Monumento a Rizal en Calambá es un monumento construido para conmemorar el 150 aniversario del nacimiento de José Rizal, el héroe nacional filipino e hijo predilecto de la ciudad. Se trata de una estatua de 22 metros esculpida por Jonas Roces y localizada en La Plaza, un parque de 6,7 hectáreas en situado en frente del Ayuntamiento de Calambá junto a la Carretera Bacnotan en Barangay Real. El presidente Benigno Aquino III inauguró el monumento el 19 de junio de 2011. El monumento era la estatua más alta de Rizal en el mundo antes de que el exgobernador de Laguna, Jeorge 'E.R.' Ejército Estregan inaugurara el Monumento de Rizal de 7,9 metros en bronce esculpido por Toym Imao, hijo del Artista Nacional para la Escultura Abdulmari Asia Imao, en Santa Cruz, Laguna para el Palarong Pambansa de 2014 que tuvo lugar en la provincia.

## Simbolismo
La estatua representa a Rizal sosteniendo un libro en su mano derecha y está hecha de bronce. Mide 6,7 metros (22 pies) que simbolizan las 22 lenguas y dialectos que Rizal dominó como el español, el inglés, el alemán, el japonés, el chino y otros. Está localizada en la cima de un podio de 2,8 metros que tiene una escalera de quince escalones, lo que simboliza una década desde que Rizal naciera en 1861. También posee un pedestal de granito de 7,87 pies y una base escalonada circular de 13,12 pies. La altura total del monumento es de 43 pies (lo que equivale a un edificio de cuatro plantas) y pesa dos toneladas.

## Historia
El Gobierno de la Ciudad de Calambá, liderado por su entonces alcalde Joaquín Chipeco tuvo la idea de construir la estatua más alta de Rizal como un regalo para la gente de Calambá y como tributo a su conciudadano. La Philippine Amusement and Gaming Corporation (PAGCOR), junto con la Unidad de Gobierno Local financió en un principio la construcción del Monumento a Rizal. Se le encargó al joven escultor Jonas F. Roces de Marikina su construcción en diciembre de 2010. El plan original era construir un monumento de 16,4 pies de altura. Sin embargo, el alcalde Chipeco se dio cuenta de que el monumento era de menor altura que el monumento a Rizal construido por un jordado en Nueva Vizcaya. Fue inaugurado por el presidente Benigno Aquino III el 19 de junio de 2011 en el 150 aniversario del nacimiento de Rizal. Éstá formado por dos balizas de la Comisión Histórico-Nacional de Filipinas y del Gobierno de la Ciudad de Calambá.

## Administración
El Monumento a Rizal y la Plaza lo administra la Unidad de Gobierno Local de la Ciudad de Calambá.
- Datos: Q18217301
- Multimedia: Rizal Monument, Calamba City / Q18217301